# Manuela Wiesler
Manuela Wiesler (* 22. Juli 1955 in Itapiranga, Brasilien; † 22. Dezember 2006 in Wien) war eine österreichische Flötistin. 

## Leben und Wirken
Wiesler, die als Tochter eines österreichischen Kameramannes und einer Tänzerin in Brasilien geboren wurde, kam mit ihrer Familie 1957 nach Wien, wo sie von 1967 bis 1971 an der Musikakademie studierte. Sie setzte ihre Ausbildung in Paris bei Alain Marion fort. 1973 übersiedelte sie nach Island. 1976 gewann sie den Nordischen Wettbewerb für Kammermusik in Helsinki. Drei Jahre später debütierte sie in London, und 1980 trat sie bei der Biennale von Kopenhagen auf.
Nachdem sie einige Jahre in Schweden gelebt hatte, kehrte sie 1985 nach Wien zurück. Ihr Repertoire konzentrierte sich auf die Werke nordischer Komponisten von Carl Nielsen bis Þorkell Sigurbjörnsson und Ketil Hvoslef, sie nahm aber auch Werke von André Jolivet, Marin Marais, Claude Debussy und Jean Françaix auf.

## Diskographie
- Sigurbjörnsson: Portrait, 1981
- Jolivet: Flute Music Vol. 2, 1984
- Kroumata Percussion Ensemble & Manuela Wiesler, 1984
- Schubert: Variations on „Trockne Blumen“, 1988
- Manuela Plays French Solo Flute Music, 1989
- Musica Vitae Plays Nordic Music, Vol.2, 1989
- Stonewave, 1989
- To Manuela, 1989
- The Russian Flute, 1990
- Gunnar Berg: Pastourelle; Cosmogonie; Aria, 1991
- Manuela Plays French Flute Concertos, 1991
- André Jolivet: The Complete Flute Music, Vol. 1, 1992
- French Orchestral Works, 1993
- Oiseaux tendres, 1993
- Sigurbjörnsson: Flute Concertos, 1995
- Sven-Erik Bäck: Chamber Music, 1995
- Your Favourite Classics, 1995
- André Jolivet: The Complete Flute Music, Vol. 2, 1996
- Vagn Holmboe: Concertos for Recorder & Flute, 1997
- Bridges to Japan, 1999
- Frank Martin: Vocal and Chamber Music
- Hvoslef: Sextet; Double Concerto for flute & guitar
- Small is beautiful: Short Pieces for Solo Flute, 1997